# Дитионат свинца(II)
Дитионат свинца(II) — неорганическое соединение,
соль свинца и дитионовой кислоты
с формулой PbS2O6,

растворяется в воде,
образует кристаллогидраты — бесцветные кристаллы.

## Получение
- Реакция карбоната свинца и дитионовой кислоты:

{\displaystyle {\mathsf {PbCO_{3}+H_{2}S_{2}O_{6}\ {\xrightarrow {}}\ PbS_{2}O_{6}+CO_{2}\uparrow +H_{2}O}}}

## Физические свойства
Дитионат свинца(II) образует кристаллы.
Хорошо растворяется в воде.
Образует кристаллогидрат состава PbS2O6•4H2O — бесцветные кристаллы
гексагональной сингонии,
изоморфные дитионату кальция.
Также известны тритионат PbS3O6 а тетратионат свинца PbS4O6•2H2O.